# یواس‌اس میرو (اس‌اس-۳۷۸)
یواس‌اس میرو (اس‌اس-۳۷۸) (به انگلیسی: USS Mero (SS-378)) یک زیردریایی بود که طول آن ۳۱۱ فوت ۹ اینچ (۹۵٫۰۲ متر) بود. این زیردریایی در سال ۱۹۴۵ ساخته شد.